# دیگو فیگردو
دیگو فیگردو (اسپانیایی: Diego Figueredo‎؛ زادهٔ ۲۸ آوریل ۱۹۸۲) بازیکن فوتبال اهل پاراگوئه بود.
از باشگاه‌هایی که در آن بازی کرده‌است می‌توان به باشگاه فوتبال رئال وایادولید، باشگاه فوتبال بوآویشتا، و باشگاه فوتبال گودوی کروز اشاره کرد.
وی همچنین در تیم‌های ملی فوتبال زیر ۲۳ سال پاراگوئه و پاراگوئه بازی کرده‌است.
وی در مسابقات کشوری و بین‌المللی در مجموع برندهٔ ۱ مدال نقره شده‌است.